# Gawrychy (gmina)
Gawrychy (podczas wojny i przejściowo po wojnie oraz od 1973 Zbójna) – dawna gmina wiejska istniejąca do 1954 roku w woj. białostockim i przejściowo w woj. warszawskim (dzisiejsze woj. podlaskie). Nazwa gminy pochodzi od wsi Gawrychy, lecz siedzibą władz gminy była Zbójna.
W 1827 roku w skład gminy wchodziło 27 wsi włościańskich i folwark Dłużniewo. Obszar gminy wynosił 37742 mórg, mieszkańców 7000.
Na początku okresu międzywojennego gmina Gawrychy należała do powiatu kolneńskiego w woj. białostockim, a w związku ze zniesieniem powiatu 1 kwietnia 1932 roku gminę przyłączono do powiatu ostrołęckiego w tymże województwie. 1 kwietnia 1939 roku gminę Gawrychy wraz z całym powiatem ostrołęckim przyłączono do woj. warszawskiego.
Po wojnie jednostka figuruje przejściowo (1946 rok) pod nazwą gmina Zbójna (pozostałość po jednostce utworzonej przez hitlerowców), potem (1947, 1948) znów pojawia się nazwa Gawrychy, zachowując przynależność administracyjną sprzed wojny. 1 stycznia 1948 roku gminę przyłączono z powrotem do woj. białostockiego jako część składową reaktywowanego tam powiatu kolneńskiego. Według stanu z 1 lipca 1952 roku gmina była podzielona na 20 gromad: Bienduszka, Czarnia, Dębniki, Dobrylas, Gawrychy, Gąski, Gontarze, Jurki, Kuzie, Laski, Margowniki, Osowiec, Pianki, Popiołki, Poredy, Siwiki, Stanisławowo, Wyk, Zbójna, Złota Góra.
Gmina została zniesiona 29 września 1954 roku wraz z reformą wprowadzającą gromady w miejsce gmin. Jednostki nie przywrócono 1 stycznia 1973 roku po reaktywowaniu gmin, utworzono natomiast jej terytorialny odpowiednik, Zbójna w powiecie kolneńskim (od 1999 roku gmina znajduje się w powiecie łomżyńskim).

## Demografia
Według Powszechnego Spisu Ludności z 1921 roku gminę zamieszkiwało 6.334 osoby, 6.029 były wyznania rzymskokatolickiego, 32 prawosławnego, 19 ewangelickiego, 1 greckokatolickiego a 253 mojżeszowego. Jednocześnie 6117 mieszkańców zadeklarowało polską przynależność narodową, 1 białoruską, 178 żydowską, 32 rosyjską, 4 litewską a 2 rusińską. Było tu 1.034 budynków mieszkalnych.